# Sender Diez-Hain
Der Sender Diez-Hain  ist ein Füllsender der Deutschen Funkturm für Hörfunk. Er befindet sich in einem Diezer Stadtwald Hain im nördlichen Ortsgebiet.

## Frequenzen und Programme

### Analoger Hörfunk (UKW)
| Frequenz (MHz) | Programm | RDS PS             | RDS PI                | Regionalisierung | ERP (kW) | Antennendiagramm rund (ND)/gerichtet (D) | Polarisation horizontal (H)/vertikal (V) |
| -------------- | -------- | ------------------ | --------------------- | ---------------- | -------- | ---------------------------------------- | ---------------------------------------- |
| 100,4          | bigFM    | _big_FM_           | D3A9                  | Rheinland-Pfalz  | 0,1      | D (40–230°)                              | H                                        |
| 101,2          | RPR1     | RPR1._KO, _RPR1.__ | D4A8 (regional), D3A8 | Koblenz          | 0,1      | D (40–320°)                              | H                                        |

### Analoges Fernsehen (PAL)
Vor der Umstellung auf DVB-T diente der Sendestandort für analoges Fernsehen:
| Kanalnummer | Programmname                  | ERP (kW) |
| ----------- | ----------------------------- | -------- |
| 32          | ZDF                           | 0,006    |
| 51          | SWR Fernsehen Rheinland-Pfalz | 0,006    |